# قداد أوروبي
القداد الأوروبي أو القداد الشائع (الاسم العلمي: Cricetus cricetus) هو نوع من الحيوانات يتبع جنس القداد من فصيلة الفأرية.